# King's Quest II: Romancing The Throne
King's Quest II: Romancing the Throne is het tweede deel uit de King's Quest-spelreeks. Dit avonturenspel werd ontwikkeld door Sierra Entertainment. Het gebruikt de AGI-game engine.

## Verhaal
De 'magische spiegel van de toekomst' toont Graham een visioen over Valanice, een mooie vrouw die wordt gevangengehouden door de heks Hagatha in een ivoren toren. Graham voelt zich aangetrokken tot de vrouw en teleporteert zich naar het land van Kolyma om haar te redden. Daar moet hij reizen over de zeeën, door de lucht en het land. Hij komt meermaals oog in oog te staan met de dood. Om op het eiland te geraken waar de Ivoren Toren staat, moet hij drie magische deuren trachten te openen.

## Personages

### Goed/neutraal
| Personage  | Omschrijving |
| ---------- | --- |
| Graham     | De jonge koning van Daventry. |
| Valanice   | Een mooie vrouw die opgesloten zit in een toren. Graham gaat haar redden. |
| Goede Fee  | Zij leeft in Kolyma en wil Graham helpen met zijn queeste. Daarom gebruikt ze een toverformule zodat Graham beschermd is tegen bepaalde gevaren. |
| Fragola    | Een monnik van Kolyma. Hij behoort tot de orde van "Blessed Wilbury" en tracht reizigers te beschermen tegen onder andere Dracula. Fragola geeft Graham een zilveren kruis. Fragola wijdt ook het huwelijk van Graham met Valanice in. |
| Oma        | Zij is de oma van Roodkapje. Ze is een zwakke vrouw. Graham helpt haar door haar kippensoep te geven. In ruil krijgt Graham een zwarte mantel en ring die ooit behoorde tot Dracula. |
| Neptunus   | Hij is koning van de zeemeerminnen en meester van de zee. Hij verloor zijn drietand. Graham vindt de drietand op het strand van Kolyma. Graham wordt bevriend met een zeemeermin die hem een lift geeft naar Neptunes. Graham geeft hem zijn drietand. In ruil krijgt hij de sleutel van de eerste magische deur en een fles met een stukje stof in. |
| zeemeermin | Zij brengt Graham tot bij Neptunes. |
| Pegasus    | Het paardje Pegasus werd door een boosaardige tovenaar omgetoverd tot een adder. Graham doet de vloek ongedaan door Pegasus zijn teugels terug te bezorgen. In ruil krijgt Graham een magisch suikerklontje dat hem beschermt tegen de giftige stekels van de braambesstruiken.                                                                      |
| Roodkapje  | Zij is de kleindochter van oma. Ze wou haar oma opzoeken, maar werd door een wolf aangevallen toen ze bloemen plukte in het bos. De wolf nam de bloemen en een mandje met etenswaren mee. Graham bezorgt haar het mandje terug. |
| Milvia     | Deze kleine oude vrouw is eigenares van de antiekzaak in Kolyma. Haar nachtegaal werd gestolen door de heks Hagatha. Graham bezorgt haar de vogel terug. Uit dank krijgt hij een wonderlamp met daarin een Djinn die wensen kan laten uitkomen. |
| Genie      | De Djinn van de lamp bezorgt Graham drie magische voorwerpen: een zwaard, een vliegend tapijt en magische teugels. |
| Bootsman   | Deze geestachtige figuur voert Graham met zijn boot over het giftige meer denkende dat Graham zijn meester Dracula is. |
| Leeuw      | De gouden leeuw is de ultieme wachter van de Ivoren Toren en Valanice. De leeuw is eigendom van de heks Hagatha. |

### Vijanden
| Personage | Omschrijving |
| --------- | --- |
| Hagatha   | Ze is een heks met enorm veel krachten. Ze is de zus van Manannan en Mordack. Ze heeft Valanice ontvoerd en opgesloten in de Ivoren Toren. Hagatha doet aan kannibalisme.                                                                 |
| Tovenaar  | De tovenaar leeft in Kolyma en vormt mensen graag om in kikkers. Hij is wellicht dezelfde tovenaar als uit King's Quest I. Deze tovenaar heeft ook het paard Pegasus omgevormd tot een adder.                                             |
| Dracula   | Dracula is een vampier die leeft van mensenbloed. Dracula heeft een verblijf op een eiland van Kolyma. Het eiland is omringd door een giftig meer. Ondanks Graham denkt Dracula te hebben vermoord, verschijnt hij op het huwelijksfeest. |
| Wolf      | De wolf overvalt eerst Roodkapje en neemt haar maandje met etenswaren, bedoeld voor oma, mee. Daarna verschuilt hij zich in oma's bed en tracht Graham te verslinden.                                                                     |
| Bandit    | Bandit is een dwerg die in Kolyma leeft. Hij tracht iedereen te beroven. Hij eet graag kippensoep. Hij is wellicht dezelfde dwerg die in King's Quest I het 'beschermende schild van Daventry' stal.                                      |
| Geesten   | De geesten spoken rond het kasteel van Dracula. Ze nemen iedereen in bezit die het kasteel zonder uitnodiging wil betreden en laat hen in de giftige braambessenstruiken lopen waardoor ze sterven.                                       |

## Ontvangst
| Beoordeeld door                      | Platform | Datum             | Score |
| ------------------------------------ | -------- | ----------------- | ----- |
| The DOS Spirit                       | DOS      | 23 december 2007  | 100%  |
| Techtite                             | Apple II | 2000              | 100%  |
| Tilt                                 | Atari ST | juni 1987         | 80%   |
| Adventure-Treff                      | DOS      | 13 september 2002 | 79%   |
| Joker Verlag präsentiert: Sonderheft | Amiga    | 1993              | 61%   |
| Just Games Retro                     | DOS      | 29 april 2007     | 60%   |
| Adventure Classic Gaming             | DOS      | 15 november 1999  | 60%   |
| Adventure Gamers                     | DOS      | 28 oktober 2005   | 60%   |
| Joker Verlag präsentiert: Sonderheft | DOS      | 1993              | 59%   |
| Just Adventure                       | DOS      | 1999              | 50%   |

## Versies
Het spel kwam initieel uit in 1985 op bootable diskettes. De versie voor Apple IIGS had een opmerkelijk betere soundtrack en geluidseffecten.

## Spelbesturing
De speler bestuurt Graham met behulp van commando's die men via het toetsenbord moet ingeven. Er wordt gebruikgemaakt van het principe 'werkwoord' gevolgd door 'voorwerp' zoals 'Pick up trident' of 'Look at ocean'. De interpreter is redelijk robuust en verstaat tal van nutteloze commando's zoals 'Dig up horse'. Verder wordt er een soort van puntensysteem gebruikt. Hoe ingenieuzer de oplossing, hoe meer punten. Bepaalde puzzels kunnen dus op meerdere manieren opgelost worden, maar niet elke oplossing resulteert in eenzelfde puntenaantal.

## Remakes

### Sierra remake (geannuleerd)
In 1990 wou Sierra de King's Quest-reeks gedeeltelijk opnieuw uitbrengen. De nieuwe spellen zouden worden ontwikkeld met de interne ontwikkeltool SCI dewelke een Point and Click-interface heeft. Echter viel de verkoop van de herwerkte King's Quest I tegen en kreeg dit spel slechte kritieken van recensisten. Vandaar dat Sierra besloot om de andere remakes niet te maken.

### Fan adaptaties
In 2002 bracht AGD Interactive een officieuze remake uit van het spel. Het spel werd hernoemd naar King's Quest II: Romancing the Stones.
Deze remake gebruikt een interface gelijkaardig aan de SCI-interface. Er wordt gebruikgemaakt van VGA-tekeningen en digitale muziekfragmenten. Opmerkelijk is dat de stem van het personage Graham werd ingesproken door Josh Mandel, dezelfde stemacteur die Sierra inhuurde.
Deze versie wijkt gedeeltelijk af van het originele. Dracula is hier een goed personage, terwijl de monnik slecht is. Er zijn enkele nieuwe puzzels en personages alsook verwijzingen naar andere spellen uit de King's Quest-reeks.
In maart 2009 bracht AGD Interactive nogmaals een remake uit. De achtergronden werden hertekend, de dialogen werden opnieuw ingesproken en enkele bugs werden verwijderd.